# Матансасский трамвай
Матансасский трамвай — трамвайная система действовавшая в городе Матансас в двадцатом веке.

## История

### Причины создания
Столица провинции Матансас опоясывает залив Матансас в 100 километрах в востоку от Гаваны. Железная дорога соединила порт залива с сахарными заводами в 1843 году и с Гаваной в 1861 году. Матансас был одним из наиболее важных городов на Кубе в XIX веке. И должен был стать первым, в котором началось движение электрического трамвая.

### Попытки строительства
Местный бизнесмен José Zabala основал концессию по строительству «Линии трамваев, движимых электричеством» в ноябре 1894 года. Но его проект был сорван кубинской войной за независимость, которая началась в феврале 1895 года. 
Планы по строительству трамвая вспомнили спустя два десятилетия. Новая «Компания трамваев Матансаса» начала строительство линии в 1912 году. Однако тоже не достигла успеха, возможно из-за негритянских беспорядков.

### Развитие
В 1916 году под влиянием популярности аккумуляторных трамваев Карденаса и Сьенфуэгоса – «Электрические железные дороги Матансаса» заказывают 16 аккумуляторных трамваев производства J.G.Brill. Два из них были открытыми тентированными платформами с батареями под пассажирскими сиденьями. 

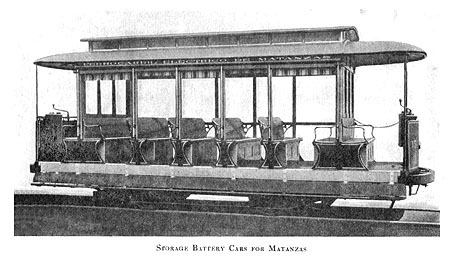

Компания открывает полноценную трамвайную систему с тремя маршрутами 17 декабря 1913 года. Затем компания заказывает еще 5 аккумуляторных трамваев Брилла в 1917 году, и доводит размер сети до 21 трамвая и 19 км линий. В том же году система перешла в муниципальное управление под названием "Compañía de Servicios Públicos de Matanzas"
Однако компания была неудовлетворена надежностью аккумуляторов и заказала в августе 1919 года 15 трамваев "Birney" производства Брилла. Ориентировочно в 1920 году все линии были электрифицированы. Интервал движения составлял от 10 до 30 минут в зависимости от линии.
В 1922 году междугородная электрифицированная междугородная трамвайная линия Hershey была построена кондитерским гигантом Hershey соединив порт Матансаса с сахарными заводами и Гаваной.

### Угасание
Городская трамвайная сеть была передана в фирму «Compañía de Tranvías de Matanzas» В дополнение к трамваям Бирни, в 1951 году Матансас получает бывшие в употреблении трамваи из Гаваны. Автобусное сообщение активно конкурирует с трамвайным сообщением и 29 июня 1954 года один из автобусных операторов покупает трамвайную компанию и 29 октября 1954 года закрывает трамвайное движение в городе.

## Текущее состояние
По состоянию на 2019 год движение отсутствует, контактная сеть демонтирована, рельсы частично демонтированы, частично заасфальтированы.

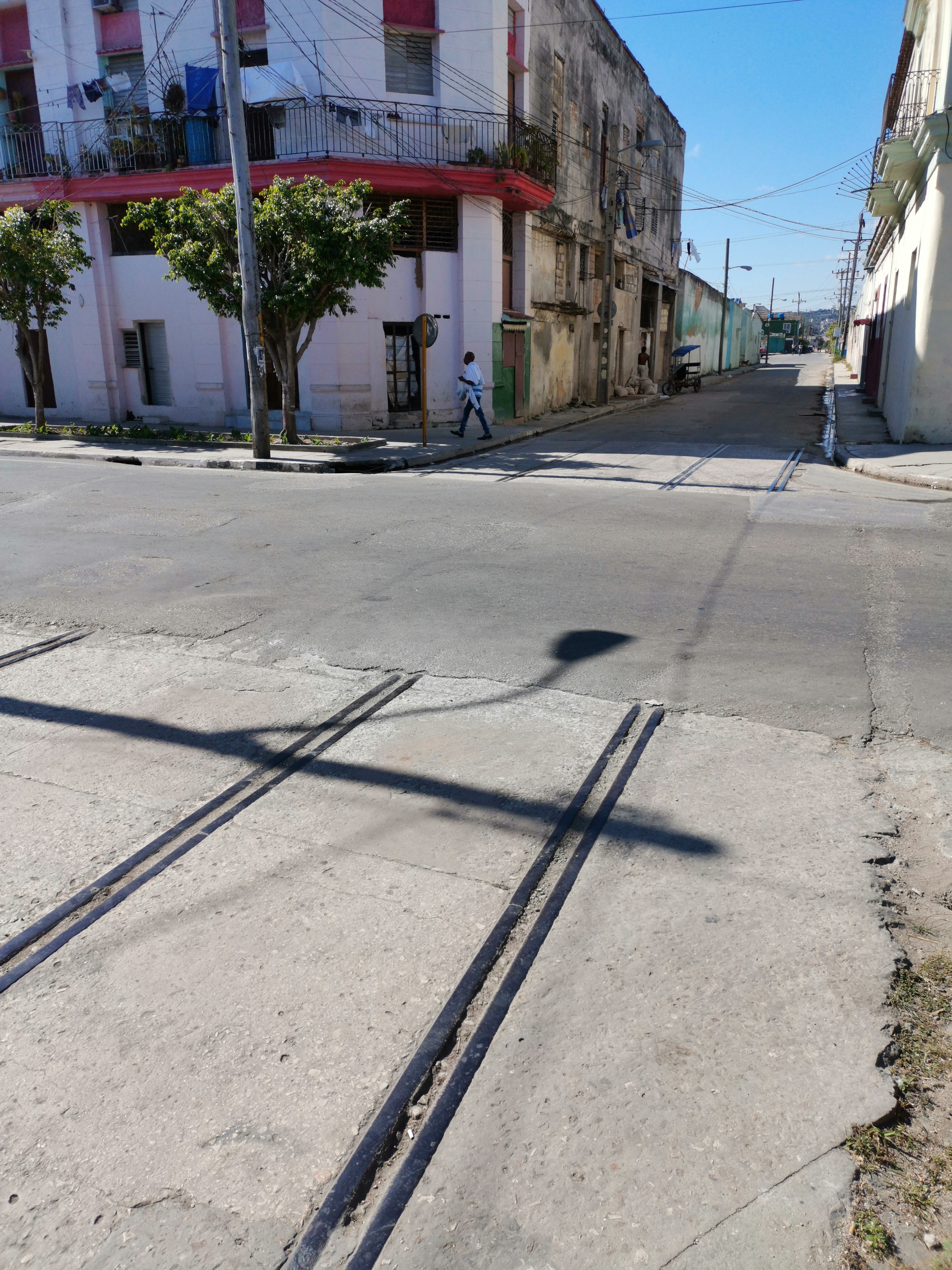
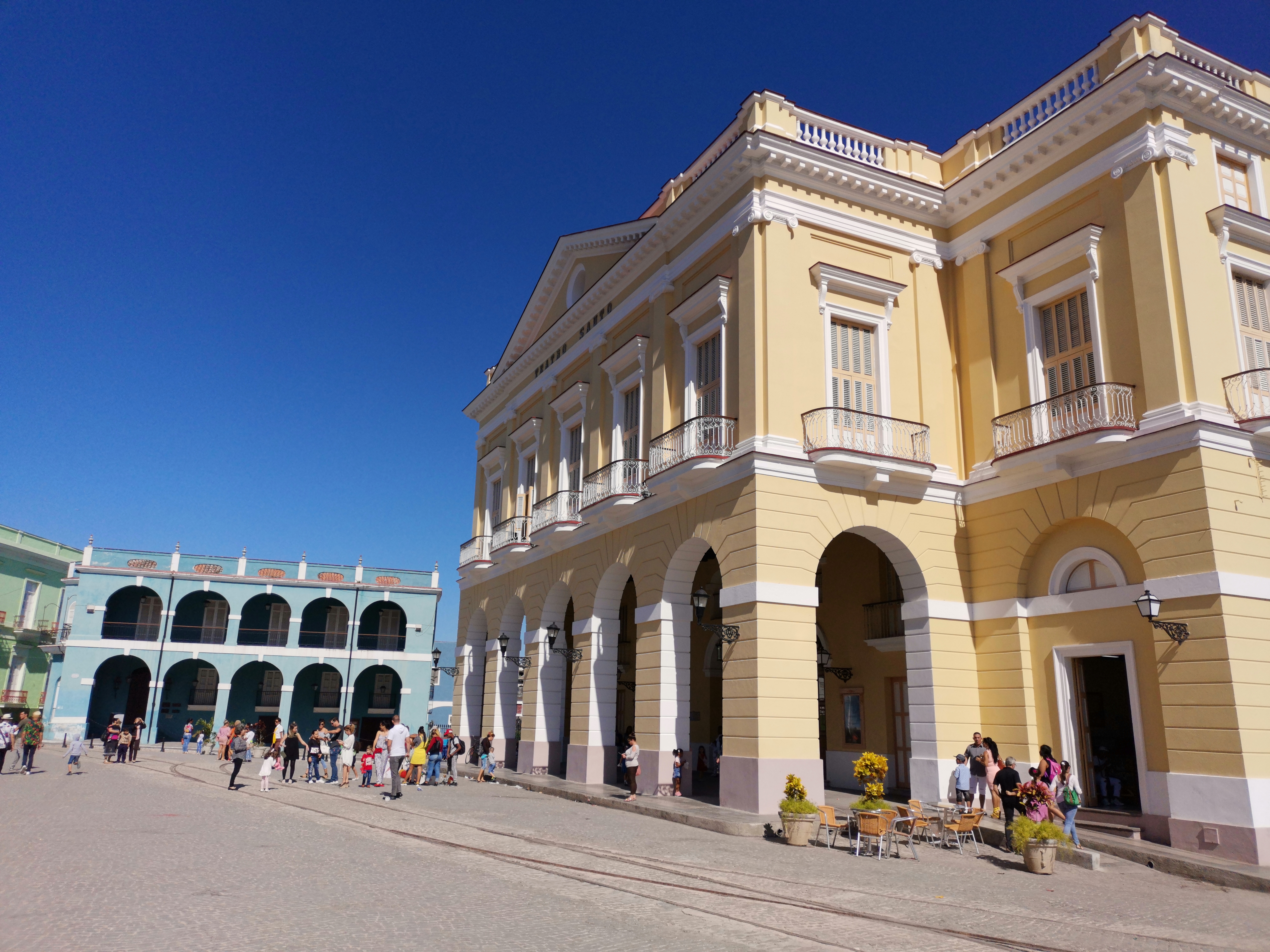